# Racopilum chevalieri
Racopilum chevalieri är en bladmossart som beskrevs av Thériot 1912. Racopilum chevalieri ingår i släktet Racopilum och familjen Racopilaceae. Inga underarter finns listade i Catalogue of Life.